# Guadalupe Muñoz Sampedro
María de Guadalupe Muñoz Sampedro (Madrid, 15 de febrer de 1896 - Madrid, 4 de desembre de 1975) va ser una actriu espanyola.

## Biografia
Va néixer en Madrid, filla de Miguel Muñoz Sanjuán i de Catalina Sampedro Álvarez. Germana de les actrius Matilde i Mercedes Muñoz Sampedro, va debutar molt jove sl Coliseo Imperial, integrant-se després en les companyies de Rosario Pino, Enric Borràs i Lola Membrives.
El 12 de juliol de 1913, contreu matrimoni a l'Església de Santa Bàrbara de Madrid, amb l'actor Manuel Soto Vives. Amb ell va tenir dos fills, Manuel i la també actriu Luchy Soto.
La seva aparició al cinema no es va produir fins als seus 44 anys, en la pel·lícula La Dolores, de Florián Rey, protagonitzada per Concha Piquer, especialitzant-se des de llavors en personatges secundaris i de to còmic.
En 1946 va formar la seva pròpia companyia de teatre que la manté allunyada de les càmeres durant deu anys, en els quals realitzaria successives gires tant per Espanya com per Llatinoamèrica.
Torna a la pantalla gran en 1955, de la mà de José Luis Sáenz de Heredia, amb Historias de la radio,, quedant a partir d'aquest moment associada a un personatge que, amb matisos, repetiria en la majoria de les seves pel·lícules posteriors, el d'una avieta simpàtica i despistada que recrea al llarg de més de cinquanta pel·lícules.

## Filmografia parcial

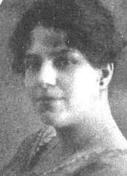
Guadalupe Muñoz Sampedro en 1919.

- La Dolores (1940), de Florián Rey.
- Polizón a bordo (1941), de Florián Rey.
- Alma de Dios (1941), adaptació del sainet lírico d Carlos Arniches, Enrique García Álvarez i José Serrano, d'Ignasi F. Iquino
- El difunto es un vivo (1941), d'Ignasi F. Iquino.
- Eloísa está debajo de un almendro (1943), de Rafael Gil.
- Mi vida en tus manos (1943), d'Antonio de Obregón.
- Tuvo la culpa Adán (1943), de Juan de Orduña.
- Ella, él y sus millones (1944), de Juan de Orduña.
- Historias de la radio (1955), de José Luis Sáenz de Heredia.
- Los jueves, milagro (1957), de Luis García Berlanga.
- El último cuplé (1957), de Juan de Orduña.
- Maribel y la extraña familia (1960), de José María Forqué.
- Abuelita charlestón (1961), de Javier Setó.
- Vamos a contar mentiras (1962), d'Antonio Isasi-Isasmendi.
- La corista (1960), de José María Elorrieta.
- Historias de la televisión (1965), de José Luis Sáenz de Heredia.
- Los chicos con las chicas (1967), de Javier Aguirre.
- No desearás al vecino del quinto (1970), de Ramón Fernández.
- Los días de Cabirio (1971), de Fernando Merino.
- En un mundo nuevo (1972), de Fernando García de la Vega i Ramón Torrado.
- El abuelo tiene un plan (1972), de Pedro Lazaga.
- Lo verde empieza en los Pirineos (1973), de Vicente Escrivá.
- Una abuelita de antes de la guerra (1974), de Vicente Escrivá.
- Zorrita Martínez (1975), de Vicente Escrivá.
- Mi mujer es muy decente, dentro de lo que cabe (1975), d'Antonio Drove.

## Teatre
- Señora ama (1924), de Jacinto Benavente.
- Las adelfas (1927), de los Hermanos Machado.
- Pepa Doncel (1928), de Jacinto Benavente.
- El señor Badanas (1930), de Carlos Arniches.
- Anacleto se divorcia (1932), de Pedro Muñoz Seca.
- Las cinco advertencias de Satanás (1935), d'Enrique Jardiel Poncela.
- La tela (1939), de Pedro Muñoz Seca.
- La gracia de Dios (1939) de Antonio Paso Díaz i Emilio Sáez
- La venganza de don Mendo (1939) de Pedro Muñoz Seca
- Las colegialas (1939) de Leandro Navarro
- Los rojillos (1939) d'Antonio Paso Díaz i Emilio Sáez
- ¡Que se case Rita! (1939) de Emilio Sáez Moreno, Antonio Paso Díaz i Antonio González Álvarez
- Eloísa está debajo de un almendro (1940), d'Enrique Jardiel Poncela.
- Entre cuatro paredes (1940) de Pedro Muñoz Seca
- Siete mujeres (1940) d'Adolfo Torrado i Leandro Navarro
- ¡Un marqués nada menos! (1940) d'Antonio Paso
- Madre (el drama padre) (1941), d'Enrique Jardiel Poncela.
- Es peligroso asomarse al exterior (1942), d'Enrique Jardiel Poncela.
- Siete mujeres (1942) d'Adolfo Torrado i Leandro Navarro
- Como yo la soñé  (1945) de Carlos Jaquotot
- Doña Tufitos  (1945) de Luis Manzano
- La miss Mas Miss  (1945) d'Antonio Paso Cano i Emilio Sáez
- Las bodas de Camacho  (1945) d'Adolfo Torrado
- ¡Que hombre tan simpático!  (1945) d'Antonio Estremera, Antonio Paso i Carlos Arniches
- Se gratificará espléndidamente  (1945) de Luis Tejedor i Luis Muñoz Lorente
- La condesa está triste (1946) de Carlos Arniches
- Nosotros, ellas y el duende (1946), de Carlos Llopis.
- Lo que hablan las mujeres (1947) de Serafín Álvarez Quintero i Joaquín Álvarez Quintero
- Mamá nos pisa los novios  (1947) d'Adolfo Torrado
- Jaimito se casa  (1948) de Manuel Paso i Antonio Paso
- La condesa está triste  (1948) de Carlos Arniches
- La perfecta soltera (1948) de Leandro Navarro
- Por un capicúa  (1948) de Pedro Sánchez Neyra i Pablo Sánchez Mora
- Una viuda original  (1948) d'Adrián Ortega
- Dos suegras y media (1949) de Luis Tejedor i Luis Muñoz Lorente
- El caso de Clotilde y Doña Vitamina  (1949) de Manuel Soto i Adolfo Torrado
- Mariquilla, la folklórica  (1949) d'Antonio Paso i R. Perelló
- La señorita Lupita (1950) de Luis García Sicilia
- Madame Verdoux  (1950) d'Adrián Ortega
- Marga y sus muchachos (1950) de Manuel Soto Muñoz
- Tiíta Rufa (1950) de Antonio Lara «Tono»
- Una noche de primavera sin sueño (1950), d'Enrique Jardiel Poncela.
- Eva no salió del paraíso (1951) de Janos Vaszary
- Penalty (1951) de Luis Tejedor i Luis Fernández de Sevilla
- Luna de miel para cuatro (1952) de Ignasi F. Iquino i Francisco Prada
- Mi padre (1955) de Pedro Muñoz Seca i Pedro Pérez Fernández
- ¡Te engañaré si eres buena!  (1956) de Vicente Soriano de Andía
- ¡Tenemos petroleo!  (1956) de Luis Tejedor i Luis Fernández de Sevilla
- El baile de los ladrones (1960), de Jean Anouilh.[2]
- Festival de la costa gris (1961) de José Muñoz Román
- Don Juan Tenorio (1961), de José Zorrilla
- Milord, la corista y el servicio doméstico (1961), de Jerome Klapka Jerome
- La difunta (1962), de Miguel de Unamuno.
- Los primeros calores  (1962) de Fernando Ancel Lozano
- La perrichola  (1963) de Juan Ignacio Luca de Tena
- La vidente (1965) d'André Roussin
- Sicoanálisis de una boda  (1965) de Fernando Vizcaíno Casas
- ¡Cómo está el servicio! (1968), d'Alfonso Paso.[3]